# Fabaeformiscandona
Fabaeformiscandona is een geslacht van kreeftachtigen uit de klasse van de Ostracoda (mosselkreeftjes).

## Soorten volgensITIS
- Fabaeformiscandona acuminata (Fischer, 1854)
- Fabaeformiscandona balatonica (Daday, 1894)
- Fabaeformiscandona caudata (Kaufmann, 1900)
- Fabaeformiscandona hyalina (Brady & D. Robertson, 1870)
- Fabaeformiscandona rawsoni (Tressler, 1957)
- Fabaeformiscandona wegelini (Petkovski, 1962)